# Orchard House
Das Orchard House (auch Louisa May Alcott’s Orchard House) ist ein ehemaliges Wohngebäude und heutiges Museum in  Concord im Bundesstaat Massachusetts der Vereinigten Staaten. Es wurde Mitte des 17. Jahrhunderts errichtet und 1966 in das National Register of Historic Places eingetragen, nachdem es bereits 1962 zum National Historic Landmark erklärt worden war. Bekannt wurde das Haus durch die dort wohnende Familie Alcott; Louisa May Alcott schrieb in diesem Haus 1868 ihren Roman Little Women, dessen Handlung auch dort spielt.
Ebenfalls zum National Historic Landmark gehört ein nahegelegenes, kirchenähnliches Gebäude, das von Amos Bronson Alcott bis zu seinem Tod im Jahr 1888 für dessen Sommerschule für Philosophie und Literatur genutzt wurde.

## Architektur

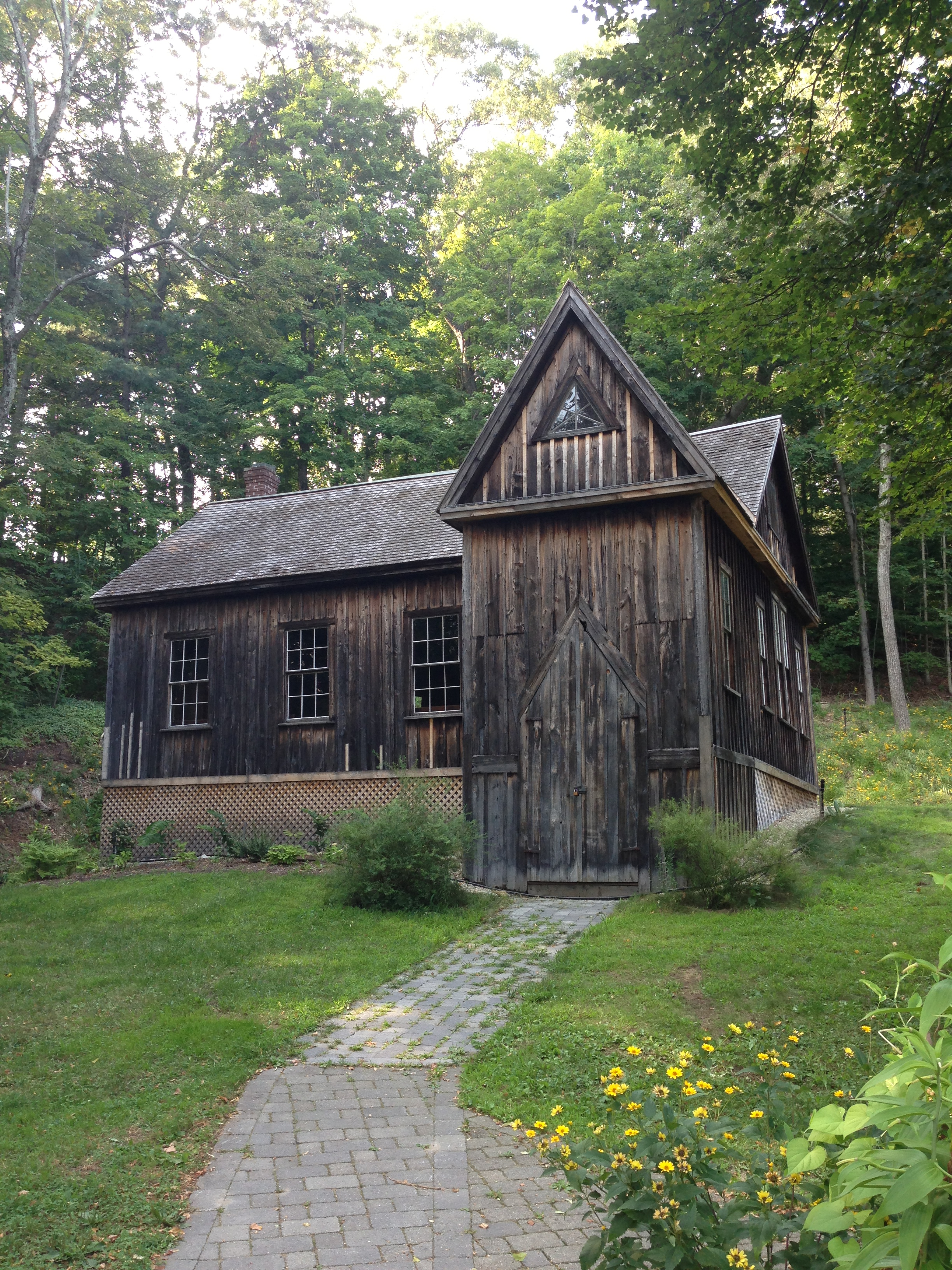
Das Gebäude der Sommerschule für Philosophie und Literatur, 2013

Das Wohnhaus wurde nach seiner Errichtung mehrfach – zuletzt in sehr großem Umfang nach dem Erwerb durch die Alcotts im Jahr 1857 – umgebaut. Seither ist es jedoch weitgehend unverändert. Das Gebäude verfügt über zweieinhalb Stockwerke und besteht vollständig aus Holz. Das Giebeldach wird durch einen zentral angeordneten Kamin durchbrochen. Der ebenfalls zentral platzierte Haupteingang an der nach Süden weisenden Vorderseite des Hauses wird von einem eingeschossigen, geschlossenen Vorbau mit Giebeldach geschützt.
Das benachbarte Gebäude der Sommerschule für Philosophie und Literatur wurde 1879 ebenfalls vollständig aus Holz errichtet. Nach Alcotts Architekturprinzipien wurde das Holz naturbelassen und wurde mit der Zeit durch Alterungs- und Witterungsprozesse zu einem Teil seiner Umgebung. Das Bauwerk hat einen Grundriss von rund 18 m × 7,5 m und verfügt über ein Giebeldach aus jüngerer Vergangenheit. Im Inneren besteht das Gebäude aus einem einzelnen Raum mit Sitzplatzkapazitäten für bis zu 80 Personen. Da es Probleme aufgrund von Bodenerosion gab, steht das Bauwerk heute rund 9 m von seinem ursprünglichen Standort entfernt.

## Historische Bedeutung
Das Wohnhaus diente 25 Jahre lang als Heimat für Amos Bronson Alcott und seine Familie. Er erwarb im Jahr 1857 das damals 12 Acres (4,9 ha) umfassende Grundstück inklusive bestehenden Gebäuden für 945 US-Dollar (heute ca. 30.000 Dollar bzw. 28.000 Euro). Zum Grundstück gehörte auch ein Obstgarten (engl. Orchard) mit 40 Apfelbäumen, der Namensgeber für das Wohnhaus wurde.
Amos Bronson Alcott pflegte in den 1840er Jahren intensiven Kontakt zu James Pierrepont Greaves, John Heraud, Charles Lane und Henry Clarke Wright, die in der Nähe von London eine Schule namens Alcott House gegründet hatten. Im Mai 1842 reiste Alcott, finanziert durch Ralph Waldo Emerson, nach England, um sich vor Ort zu informieren. Im Oktober desselben Jahres kehrte er gemeinsam mit Wright, Lane und dessen Sohn William nach Neuengland zurück und begründete mit dieser Gruppe eine utopische Gemeinschaft.
Die meisten der im 19. Jahrhundert gegründeten utopischen Gemeinschaften scheiterten aus den unterschiedlichsten Gründen, aber keine so schnell wie Alcotts Kommune Fruitlands, die lediglich sieben Monate bestand. Weitere erfolglose Versuche der Familie, mit unterschiedlichen Vorhaben Fuß zu fassen, führten zu mehr als 20 Umzügen in 30 Jahren, bis sie schließlich das Orchard House erwarben.
1859 wurde Amos Bronson Alcott zum Superintendenten der Schulen in Concord ernannt und führte umgehend Singen, Calisthenics und das Studium der Physiologie in das Curriculum ein. 1879 gründete er mit der Sommerschule für Philosophie und Literatur die erste Sommerschule für Erwachsene in den östlichen Bundesstaaten. Obwohl Alcott nach einem Schlaganfall 1882 gelähmt war und nicht mehr selbst unterrichten konnte, wurde die Schule bis zu seinem Tod 1888 weitergeführt.
1911 wurde das Orchard House von der zu diesem Zweck gegründeten Louisa May Alcott Memorial Association erworben, die es zum Museum umbaute und für die laufende Instandhaltung sorgt.